# Henri Alexis Brialmont
Henri Alexis Brialmont, född 25 maj 1821 och död 21 juni 1903, var en belgisk militär och författare.
Brialmont blev officer vid ingenjörskåren 1843, generalinspektör för befästningsväsendet och ingenjörsvapnet 1875 samt generallöjtnant och armékårschef i Antwerpen 1877. År 1882 lämnade Brialmont tjänsten för att i Rumänien utarbeta förslag till landets försvar, särskilt befästandet av Bukarest. 1883 utarbetade han en befästningsplan för Grekland. Efter att 1885 ha återinträtt i belgisk tjänst blev Brialmont samma år chef för generalstaben med bibehållande av befattningen som generalinspektör för Ingenjörstrupperna. Redan 1859 hade Brialmot framlagt ett förslag till Antwerpens befästande, vilket antogs följande år och utfördes 1860-68. År 1887 erhöll han uppdrag att utarbeta förslag till befästningar i Liège och Namur, vilka blev färdiga 1892, men då kostnaderna för dessa blivit avsevärt större, än vad Brialmot beräknat, tvingades han 1893 att avgå. Samma år invaldes han i deputeradekammaren och arbetade där ivrigt för den allmänna värnpliktens införande i Belgien. Brialmot var en stark förkämpe för pansarbefästningar och har utövat ett stort inflytande på befästningsväsendets utveckling i Europa. Han var en mycket produktiv författare, bland hans verk märks De la guerre de l'armée et de la garde civique (1850), La fortification des capitales (1873), Les régions fortifiées (1890), samt Projets d'agrandissement d'Anvers (1900).